# 一叶知秋
《一叶知秋——清华大学1968年“百日大武斗”》，唐少杰著，内容是清华大学百日大武斗及其前后的清华大学文革历史，以及相关分析。2003年出版。

## 评论
- 陶世龙（陶德坚的丈夫）认为本书史实考订粗疏，“对清华大学红教工及陶德坚等核心成员仍在沿用文革中诬陷不实之词。”[1]
- 徐友渔：《一叶知秋》“从时间维度立意，说的是清华大学百日大武斗预示了文革中整个红卫兵造反运动的衰落。”“也是空间上的浓缩”，“从清华可以看到全国。”“这本书以理性的口气和分析的方法讲述了一个悲剧，这远远不止是清华人的悲剧，它是文革这幕大悲剧的缩影。”[2]
- 徐海亮：“可能是中國第一次出版的由學者撰寫的，一個大學文化革命回憶與研究專著。”“成功地把握了清華文化革命中最根本的一些典型性問題。其關鍵就在於清華文革涉及到當時中共政權的最高層，觸動到文革理論與實踐的一些根本的問題”。“較為成功地介紹了清華大學以造反學生為主體的三年（計二十五個月）文革運動”。[3]